# Шлезвіг-Гольштейн (провінція)
Шле́звіг-Гольште́йн, або Шле́звіг-Гольште́йнська прові́нція (нім. Provinz Schleswig-Holstein) — у 1867–1946 роках прусська провінція на території Ютландського півострова. Провінційна столиця — Кіль (1867—1879, 1917—1946), Шлезвіг (1879—1917). Перебувала у складі Прусського королівства (1867—1871), Німецької імперії  (1871—1918), а також Вільної держави Пруссія, що входила до Веймарської республііки (1918—1933) і нацистської Німеччини (1933—1945). Створена 1867 року на основі Шлезвізького і Гольштейнського герцогств, до яких 1876 року приєднали Саксен-Лауенбурзьке герцогство. Займала терени сучасних німецьких федеральних земель Шлезвіг-Гольштейн, Гамбург. До 15 червня 1920 року включала Південну Данію (так званий Північний Шлезвіг), яка була віддана Данії за результатами плебісциту після поразки Німеччини у Першій світовій війні. Площа — 15.682 км² (1939). Населення — 1.589.267 осіб (1939); густота населення — 101 ос./км² (1939). 23 серпня 1946 року перетворена на федеральну землю Шлезвіг-Гольшейн.

## Географія
Шлезвіг-Гольштейнська провінція розташовувалася на Ютландському півосторові між Балтійським морем на сході і Півінічно-Німецьким морем на заході. Вона межувала на півночі із данською Ютландією, на півдні — з німецькою провінцією Ганновер і областю міста Гамбург, на заході — з Мекленбургом, князівством Любек і областю міста Любек.
Площа провінції змінювалася. 1910 року вона становила 19.018,8 км², а 1939 року, внаслідок втрати частини території на користь Данії, скаладала вже 15.682 км².
До складу провінції входили острови Гельголанд, а також багато великих і малих островів вздовж західного берега серед широких мілин, і кілька островів біля східного берега. До складу великих островів на сході входили Альзен, Фемарн і Ерьо; на заході — Рьомьо, Зюльт, Фер, Амрум, Пельворм, Нордстранд і Галліген.
У межах провінції розташовувалися кілька анклавів: 4 гамбурзьких, 5 любекських і 3 мекленбург-стрілецьких.

## Історія

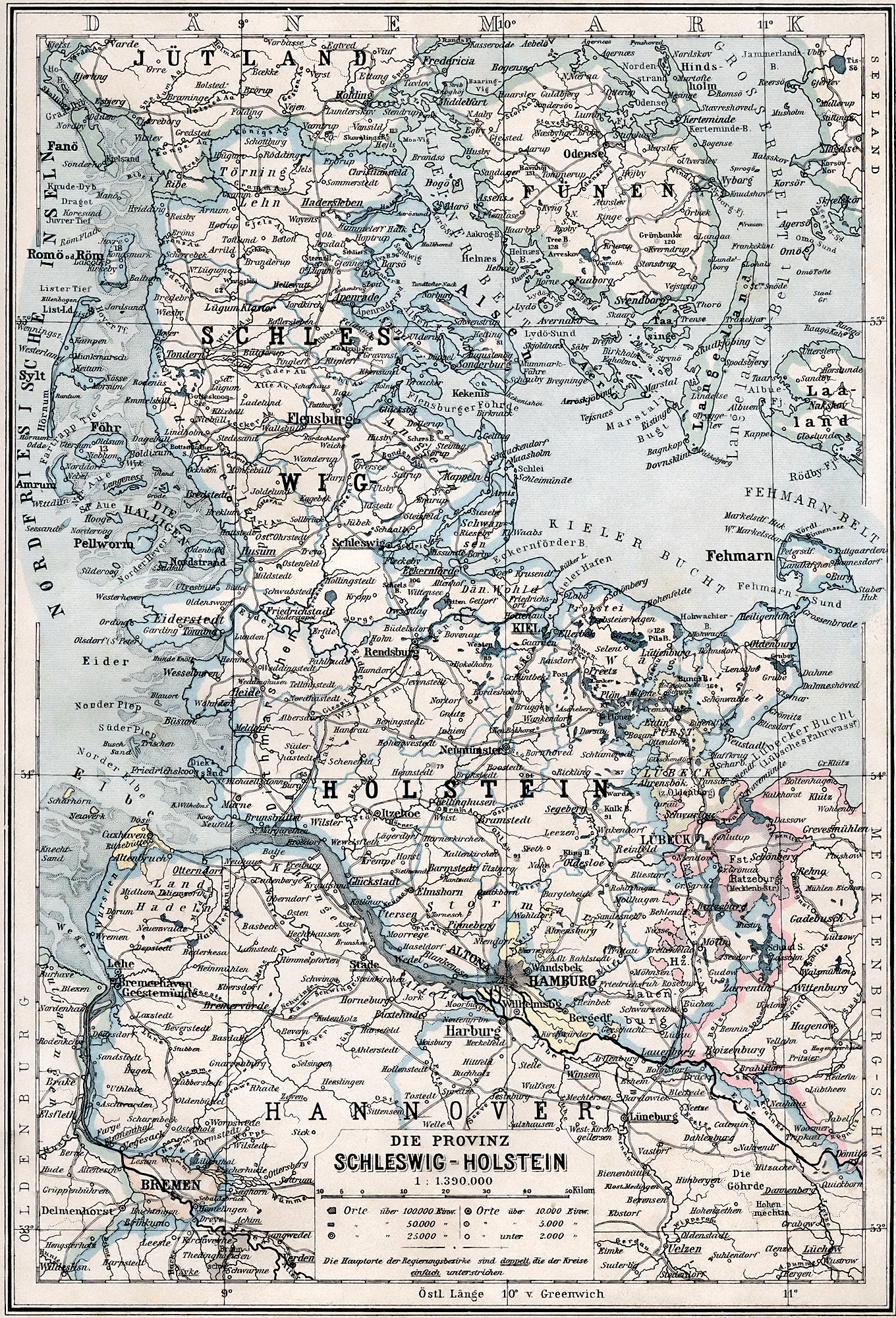
Карта провінції (1905).

### Утворення провінції
Шлезвіг-Гольштейнська провінція утворилася із колишніх данських герцогств Шлезвіг і Гольшейн, завойованих Пруссією у 1864—1866 роках, а також Лауенбурзького герцогства, яке приєдналося до Пруссії 1876 року.
Згідно з Празьким мирним договором від 23 серпня 1866 року Австрійська імперія поступилася герцогствами Шлезвіг і Гольшейн на користь Пруссії. Одна зі статей договору передбачала плебісцит населення у Північному Шлезвігу про приєднання до Данії або Пруссії, але цей пункт проігнорували, а через 12 років — скасували. Паралельно, 27 вересня 1866 року Пруссія уклала іншу угоду із великим герцогом Петером Ольденбурзьким, за якою він зрікався своїх претензій на спадщину у Шлезвігу й Гольштейні за 1 мільйон талерів. 12 січня 1867 року Пруссія об'єднала обидва герцогства, проголосивши створення Шлезвіг-Гольштинської провінції.

### Розвиток
Жителі герцогств дуже негативно сприйняли приєднання до Пруссії. Ставлення поступово змінилося на краще після пруссько-французької війни 1870—1871 років й постання Німецької імперії. Нова влада перетворила Кіль на першу військову гавань і базу країни, сприяла економічному злету Альтони, а 1895 року завершила будівництво каналу імператора Вільгельма (Кільського каналу). Ці перетворення оживили увесь регіон.
1881 року німецький крон-принц Вільгельм, майбутній імператор, заручився із шлезвіг-гольштейнською принцесою Августою-Вікторією, старшою донькою титулярного шлезвіг-гольштейнського герцога Фрідріха. Таким чином відбулося замирення німецької правлячої династії із Августенбурзьким домом. 1885 року Фрідріх отримав у володіння Августенбурзький замок і державну річну ренту в 300 тисяч марок, за що відмовився від претензій на Шлезвіг-Гольштейн.
1890 року, згідно з Занзібарським договором, Велика Британія повернула Німеччині острови Гельголанд, які увійшли до складу Шлезвіг-Гольштейнської провінції.

### Шлезвізькі плебісцити

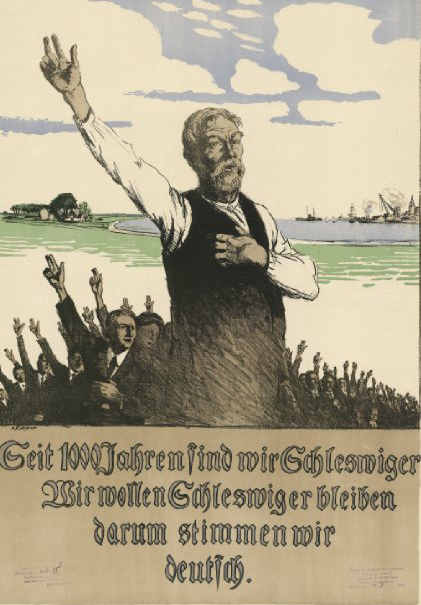
Агітаційний плакат 1920 року: «1000 років ми — шлезвігці! Ми лишаємося ними, тому голосуємо за Німеччину!»

Після поразки Німеччини у Першій Світовій війні країна уклала Версальський договір від 28 червня 1919 року, який вимагав провести на території Шлезвігу плебісцит населення про приналежність до Данії.
10 лютого і 14 березня 1920 року, під наглядом спостерігачів від країн Антанти, відбулося два плебісцити у Північному (Зона І) і Центральному Шлезвігу (Зона ІІ). Населення північних областей проголосували за приєднання до Данії (74,9 %, 75 431 особа), а центральних — за залишення у Німеччині  (80,2 %, 51 742 особи). Населення великих німецькомовних міст і повітових центрів таких як Тондерн (76,5%), Апенраде (55,1%), Зондербург (56,2%), а також мешканці деяких південних районів Північного Шлезвігу, проголосували за  Німеччину, але їхнє волевиявлення проігнорували.
15 червня того ж року Північний Шлезвіг (Апенрадський, Гадерслебенський, Зондебурзький повіти) увійшов до складу Данії й отримав назву Південна Ютландія. 1921 року було визначено новий дансько-німецький кордон.

### Утворення землі
23 серпня 1946 року на основі Шлезвіг-Гольштейнської провінції була утворена Шлезвіг-Гольштейнська земля Німеччини

## Адміністративний поділ

### Повіти
- Урядові округи Шлезвігу (Regierungsbezirk Schleswig) і Гольштейну (Regierungsbezirk Holstein) утворені 1 жовтня 1868 року.

|               | 1868                            | 1889                                      | 1920                                      | 1932—1933                                 | 1946                                      | 1970                                      | 1974                                  |
| Ш Л Е З В І Г |                                 |                                           |                                           |                                           |                                           |                                           |                                       |
| ------------- | ------------------------------- | ----------------------------------------- | ----------------------------------------- | ----------------------------------------- | ----------------------------------------- | ----------------------------------------- | ------------------------------------- |
| Ш Л Е З В І Г | Апенраде (Kreis Apenrade)       | Апенраде (Kreis Apenrade)                 | → до Данії за результатами плебісциту     | → до Данії за результатами плебісциту     | → до Данії за результатами плебісциту     | → до Данії за результатами плебісциту     | → до Данії за результатами плебісциту |
| Ш Л Е З В І Г | Гадерслебен (Kreis Hadersleben) |                                           | → до Данії за результатами плебісциту     | → до Данії за результатами плебісциту     | → до Данії за результатами плебісциту     | → до Данії за результатами плебісциту     | → до Данії за результатами плебісциту |
| Ш Л Е З В І Г | Зондербург (Kreis Sonderburg)   |                                           | → до Данії за результатами плебісциту     | → до Данії за результатами плебісциту     | → до Данії за результатами плебісциту     | → до Данії за результатами плебісциту     | → до Данії за результатами плебісциту |
| Ш Л Е З В І Г | Фленсбург Kreis Flensburg       | Фленсбург (Stadtkreis Flensburg)          | Фленсбург (Stadtkreis Flensburg)          | Фленсбург (Stadtkreis Flensburg)          | Фленсбург (Stadtkreis Flensburg)          | Фленсбург (Stadtkreis Flensburg)          | Фленсбург (Stadtkreis Flensburg)      |
| Ш Л Е З В І Г | Фленсбург Kreis Flensburg       | Фленсбург-Ланд (Landkreis Flensburg-Land) | Фленсбург-Ланд (Landkreis Flensburg-Land) | Фленсбург-Ланд (Landkreis Flensburg-Land) | Фленсбург-Ланд (Landkreis Flensburg-Land) | Фленсбург-Ланд (Landkreis Flensburg-Land) | Шлезвіг-Фленсбург                     |
| Ш Л Е З В І Г | Шлезвіг (Kreis Schleswig)       |                                           |                                           |                                           |                                           |                                           | Шлезвіг-Фленсбург                     |
| Ш Л Е З В І Г | Екенрнферде (Kreis Eckernförde) | Екенрнферде (Kreis Eckernförde)           | Екенрнферде (Kreis Eckernförde)           | Екенрнферде (Kreis Eckernförde)           | Екенрнферде (Kreis Eckernförde)           | Рендсбург-Екернферде                      | Рендсбург-Екернферде                  |
| Ш Л Е З В І Г | Айдерштедт (Kreis Eiderstedt)   | Айдерштедт (Kreis Eiderstedt)             | Айдерштедт (Kreis Eiderstedt)             | Гузум-Айдерштедт Kreis Husum-Eiderstedt   | Айдерштедт                                | Північна Фризія                           | Північна Фризія                       |
| Ш Л Е З В І Г | Гузум (Kreis Husum)             | Гузум (Kreis Husum)                       | Гузум (Kreis Husum)                       | Гузум-Айдерштедт Kreis Husum-Eiderstedt   | Гузум                                     | Північна Фризія                           | Північна Фризія                       |
| Ш Л Е З В І Г | Тондерн (Kreis Tondern)         | Тондерн (Kreis Tondern)                   | Південний Тондерн (Kreis Südtondern)      | Південний Тондерн (Kreis Südtondern)      | Південний Тондерн (Kreis Südtondern)      | Північна Фризія                           | Північна Фризія                       |

Фленсбург
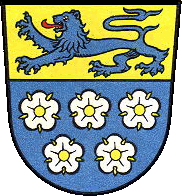
Фленсбург-Ланд
Апенраде
Гадерслебен
Зондербург
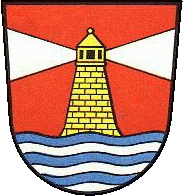
Тондерн
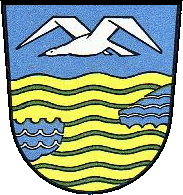
Шлезвіг

## Населення
| Рік  | Осіб             | Лютерани        | Католики    | Інші християни | Юдеї          |
| ---- | ---------------- | --------------- | ----------- | -------------- | ------------- |
| 1871 | 995.873          |                 |             |                |               |
| 1880 | 1.127.149        |                 |             |                |               |
| 1890 | 1.219.523 (100%) | 1.190.793 (98%) | 21.807 (2%) | 2.833 (0,23%)  | 3.751 (0,31%) |
| 1900 | 1.387.968 (100%) | 1.349.297 (97%) | 30.524 (2%) | 3.928 (0,28%)  | 3.486 (0,25%) |
| 1910 | 1.621.004        |                 |             |                |               |
| 1925 | 1.519.365 (100%) | 1.431.057 (94%) | 41.349 (3%) | 1.288 (0,08%)  | 4.152 (0,27%) |
| 1933 | 1.589.664 (100%) | 1.459.722 (92%) | 47.526 (3%) | 309 (0,02%)    | 3.117 (0,2%)  |
| 1939 | 1.589.267 (100%) | 1.418.079 (89%) | 68.311 (4%) | 4.237 (0,27%)  | 596 (0,04%)   |

### Довідники
- Шлезвиг-Гольштиния [Архівовано 31 березня 2022 у Wayback Machine.] // Энциклопедический словарь Брокгауза и Ефрона. Санкт-Петербург, 1903, Т. 39, С. 677—682.